# Радомско (футбольный клуб)
Родомско (пол.  « Radomsko») — польский футбольный клуб из города Радомско.

## История
Радомско — маленький футбольный клуб, основанный в одноименном городе, на юге Польши.
До 2000 года клуб не имел великих достижений. «Радомско» барахтался между второй и третьей лигой. В 2000 году клуб дошел до полуфинала Кубка Польши. В 2001 году за два тура до конца чемпионата празднует победу в Первой лиге и получает возможность выступить в высшем дивизионе Польши «Экстракласса». Первый матч закончился победой над клубом «Рух» 1:0. Но закрепиться в элите «Радомско» так и не смог, заняв четырнадцатое место. В 2007 году в клубе наступил кризис. Во избежание банкротства клуба пришлось продать всю инфоструктуру.

## Знаменитые игроки
- Яцек Кшинувек
- Новак Марцин
- Адам Матешик
- Игорь Сепнивски